# نقش‌نما
در زبان‌شناسی، نقش‌نما یا واژه نقشی (به انگلیسی: Function word) واژگانی هستند که معنای لغوی کمی یا معنای مبهمی دارند و روابط دستوری بین سایر واژگان در یک جمله را بیان می‌کنند، یا حالت یا روحیه گوینده را مشخص می‌کنند. این واژگان روابط ساختی‌ای که واژگان با یکدیگر دارند را نشان می‌دهند و به عنوان چسبی عمل می‌کنند که جملات را به هم متصل می‌کند. بنابراین، آن‌ها عناصر مهمی در ساختار جملات به شمار می‌روند.
واژگانی که نقش‌نما نیستند، واژگان محتوایی (یا واژگان کلاس باز، واژگان لغوی، یا واژگان خودمعنا) نامیده می‌شوند و شامل اسم‌ها، بیشتر افعال، صفت‌ها و بیشتر قیدها هستند، هرچند که برخی از قیدها نیز نقش‌نما هستند (مانند "then - سپس" و "why - چرا"). فرهنگ لغت‌ها معانی خاص واژگان محتوایی را تعریف می‌کنند، اما تنها می‌توانند کاربردهای عمومی نقش‌نماها را توصیف کنند. در مقابل، دستور زبان‌ها کاربرد نقش‌نماها را به تفصیل شرح می‌دهند، اما واژگان لغوی را تنها به صورت کلی بررسی می‌کنند.
از زمانی که این تمایز بین واژگان کاربردی/ساختاری و واژگان محتوایی/لغوی برای اولین بار در سال 1952 توسط C. C. Fries پیشنهاد شد، تأثیر زیادی بر دستور زبان مورد استفاده در یادگیری زبان‌های دوم و زبان انگلیسی داشته است.

## مرور کلی
نقش‌نماها ممکن است شامل حروف اضافه، ضمایر، افعال کمکی، حروف ربط، حروف تعریف یا حرف باشند که همگی به گروه واژگان کلاس-بسته تعلق دارند. گاهی حروف ندا نیز به‌عنوان نقش‌نما در نظر گرفته می‌شوند اما آنها به گروه کلمات کلاس-باز تعلق دارند. نقش‌نماها ممکن است دچار تصریف شوند یا ممکن است دارای وندها باشند.

### انواع نقش‌نماها در فارسی[۴]
1. را: پس از مفعول می‌آید و نقش‌نمای مفعول است.
2. نقش‌نمای اضافه: «-ِ» این نشانه بعد از اسم می‌آید و کلمه بعد از آن مضاف الیه یا صفت است.
3. حرف اضافه: از، به، با، در، بر، برای، مانند…» نشانه متمم است.
4. حرف ربط _ پیوندهای وابسته ساز: که، تا، چون، زیرا، اگر، با این که… و پیوندهای هم پایه ساز: «و، اما، ولی، ولیکن، یا…»
5. نشانهٔ ندا: «آی، ای، یا» ای خدا، ای رضا و مصوت را «اَ» در پایان برخی اسم‌ها مانند خدایا، سعدیا

### انواع نقش‌نماها در انگلیسی
در زیر فهرستی از انواع واژگان که به‌عنوان نقش‌نماها در نظر گرفته می‌شوند، همراه با نمونه‌های انگلیسی آنها آمده است. تمامی این واژگان در زبان انگلیسی بدون صرف هستند، مگر اینکه به‌طور دیگری علامت‌گذاری شده باشند:
1. حروف تعریف: the و a. در برخی از زبان‌های تصریفی، مقولات ممکن است حالت صرف اسم کناری را بر خود بگیرند.
2. ضمایر: he :: him, she :: her و دیگر. — تصریف شده در انگلیسی.
3. حروف اضافه: in, under, towards, before, of, for و دیگر.
4. حروف ربط: and و but
5. تابع حروف ربط[و ۴]: if, then, well, however, thus و دیگر.
6. افعال کمکی: would, could, should و غیره. — تصریف شده در انگلیسی.
7. حروف: up, on, down
8. حروف ندا: oh, ah, eh
9. جای گیرها[و ۵]: take the place of sentences, among other functions.
10. پیش‌جمله‌ها[و ۶]: yes, no, okay و غیره.

## واژه‌نامه
1. ↑  open-class word
2. ↑  closed-class word
3. ↑  open-class word
4. ↑  Subordinating conjunctions
5. ↑  expletives
6. ↑  pro-sentences